# Adromischus umbraticola
Adromischus umbraticola là một loài thực vật có hoa trong họ Crassulaceae. Loài này được C.A.Sm. miêu tả khoa học đầu tiên năm 1933.